# コル・レーニョ

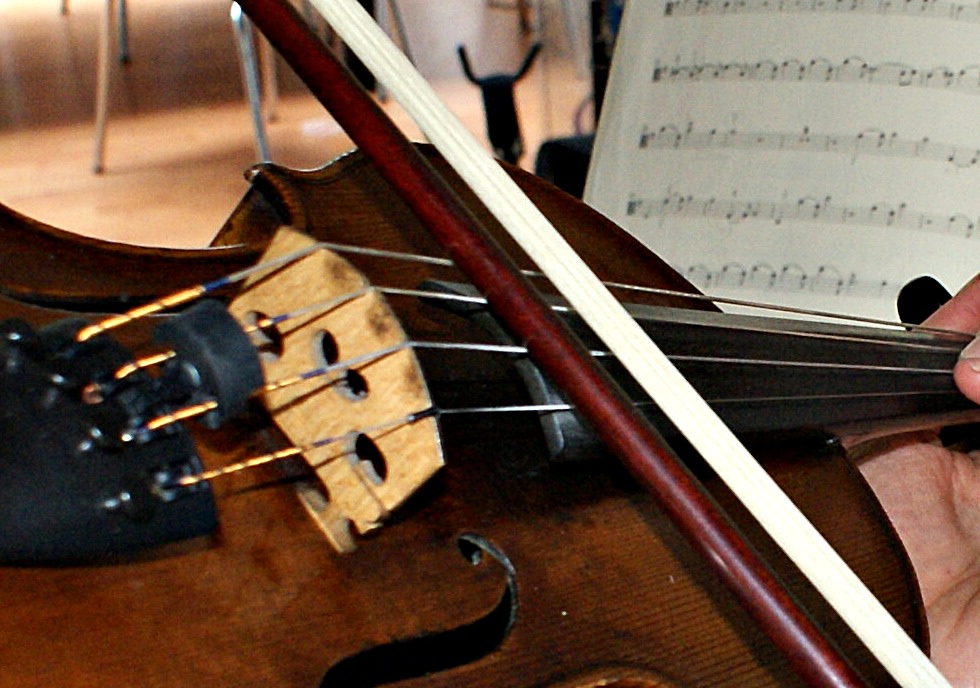
ヴァイオリンでのコル・レーニョの様子。

コル・レーニョ（イタリア語: col legno、『木で』の意）は、ヴァイオリン属などの弓で弾く弦楽器（擦弦楽器）における特殊奏法の一つで、弓の毛ではなく、木製の棹の部分を用いて音を出す奏法を指す。

## 概要
単にコル・レーニョと呼んだ場合、弓の棹で弦を叩くコル・レーニョ・バットゥート（伊: col legno battuto）を指すことが一般的である。これは弦楽器の特殊奏法の中で、ピッツィカートと並んで古くから用いられてきたものの1つで、カタカタ、カチカチといった音がする。通常の弓弾きやピッツィカートと比較して音量は小さく、音程も聞き取りにくいが、多くは打楽器的な効果を求めたり、幻想的あるいは異様な雰囲気を演出する目的で用いられる。
また、木製の弓で金属巻きの硬い弦を叩くこの奏法は、特に強奏の際に弓を傷つけやすいとされる。このためコル・レーニョの時には、通常使用している弓に代えてカーボンファイバー製の弓や安物の弓を使用する者もいる。

## 用例
ヒュームの『エア集 第1巻』に収録された《Harke, harke》で、ヴァイオルに対しこの奏法が指定されているのが最初期の例である。以下、用例として著名なものを時系列順に列挙する。
当初、この奏法を指定した曲は決して多くなく、主に民族的な雰囲気を演出する打楽器的な音色として用いられた。
- ハイドン：《交響曲第67番》第2楽章
- モーツァルト：《ヴァイオリン協奏曲第5番》第3楽章
- ショパン：《ピアノ協奏曲第2番》第3楽章

ベルリオーズ以降、「骸骨の音」の描写として、死者の宴（死の舞踏）や幽霊といった超常的な題材の標題音楽で多く用いられるようになる。
- ベルリオーズ：《幻想交響曲》第5楽章『サバトの夜の夢』
- リスト：《死の舞踏》
- ムソルグスキー：交響詩《禿山の一夜》
- サン＝サーンス：交響詩《死の舞踏》

後期ロマン派～20世紀に入ると、この奏法はごく一般的なものとして、多くの作曲家が用いるようになった。
- マーラー：《交響曲第2番》（他、第1番から第7番の交響曲すべてに用例がある）
- ストラヴィンスキー：バレエ音楽《火の鳥》、《ペトルーシュカ》、《春の祭典》
- ホルスト：管弦楽組曲《惑星》第1曲『火星、戦争をもたらす者』
- ラフマニノフ：《パガニーニの主題による狂詩曲》
- プロコフィエフ：バレエ音楽《ロメオとジュリエット》

## 奏法のヴァリエーション
この奏法は棹で弦を叩くものとして指定されることが大半である一方、棹で弦を擦って音を発するコル・レーニョ・トラット（伊: col legno tratto）と呼ばれる奏法が用いられることがある。その際、通常の弓弾きと同じように、弦のどの場所を擦るかなどの詳細な指定がなされている作品も存在する。
用例としては、マーラー《交響曲第1番》第3楽章、ヴェーベルン《ヴァイオリンとピアノのための4つの小品》第1曲および第3曲、シェーンベルク《弦楽四重奏曲第4番》第4楽章などが挙げられる。